# Bretteville-du-Grand-Caux
Bretteville-du-Grand-Caux település Franciaországban, Seine-Maritime megyében. Lakosainak száma 1373 fő (2022. január 1.). Bretteville-du-Grand-Caux Annouville-Vilmesnil, Auberville-la-Renault, Goderville, Grainville-Ymauville, Mentheville és Sausseuzemare-en-Caux községekkel határos.

## Népesség
A település népességének változása:
| Lakosok száma | 1319 | 1337 | 1347 | 1345 | 1353 | 1360 | 1366 | 1374 | 1373 |
|               | 2013 | 2015 | 2016 | 2017 | 2018 | 2019 | 2020 | 2021 | 2022 |